# ヨウラククラゲ
ヨウラククラゲ（学名：Agalma okenii）は、遊泳性群体ヒドロ虫の1種。一般的にクラゲと言われるが、その体は複数の個虫が役割を分担するポリプの群体から成り、カツオノエボシの様な管クラゲである。「ヨウラク」の由来は仏壇の飾りの「瓔珞」に似ている事からという説と、揺れて落ちることを意味する「揺落」からの二説ある。

## 構造
透明な棒状の形のクラゲである。長さは13cm、幅3cmを越えるものも。頂端に小気泡体のある橙黄色の幹から泳鐘が左右二列で数十個連なり、十二角柱型。伸びると、側枝には刺胞叢と8-9回巻いた赤色の刺胞帯がある触手が外に長く垂れる。体はとても脆く、手で触れると泳鐘は簡単にバラバラになる。
しかし、体は脆いとはいえ、カツオノエボシに匹敵する刺胞毒が強い種もいるので、本来は触るべきでない。

## 分布
日本の太平洋岸に分布する。暖海性・外洋性。